# Olberdam
Olberdam de Oliveira Serra, cunoscut ca Olberdam (n. 6 februarie 1985, João Pessoa) este un fotbalist brazilian aflat sub contract cu CS Marítimo.